# Pontiac Chieftain
La Chieftain è un'autovettura full-size prodotta dalla Pontiac dal 1949 al 1958.

## Il contesto
La Chieftain fu uno dei primi modelli Pontiac postbellici con un design completamente nuovo. Le vetture precedenti, infatti, erano in sostanza dei modelli costruiti prima della seconda guerra mondiale lievemente modificati.
Da un punto di vista tecnico, la Chieftain era una vettura con motore anteriore e trazione posteriore. Fu offerta in quattro versioni di carrozzeria, coupé due porte, berlina quattro porte, cabriolet due porte e familiare quattro porte. Assemblata a Pontiac, nel Michigan, per quasi tutto il periodo in cui fu in produzione, la Chieftain era basata sul pianale A della General Motors. I cambi disponibili per le tre serie prodotte furono una trasmissione manuale a tre rapporti sincronizzati ed un cambio automatico Hydramatic a quattro velocità.

## La prima serie: (1949-1954)
Nel 1949 la Chieftain sostituì la Torpedo come modello più piccolo ed economico della gamma Pontiac. Comunque, la riprogettata Pontiac Streamliner, che si basava sul pianale B della General Motors, assomigliava parecchio alla Chieftain, soprattutto considerando le dimensioni, i motori, gli allestimenti e gli optional. Nell'anno citato, per la prima volta dal 1934, tutte le Pontiac condivisero lo stesso passo. Esse avevano, tra l'equipaggiamento offerto di serie, l'illuminazione interna automatica.
La Chieftain fu inizialmente introdotta con tre tipi di carrozzeria, cioè berlina, coupé e cabriolet. Nel 1950 fu aggiunta una versione coupé speciale, la Catalina Coupe, mentre la versione familiare venne aggiunta nel 1952, dato che fu eliminata, dalla gamma della Streamliner, la versione station wagon.
Per la prima serie della Chieftain era possibile scegliere tra quattro motori:
- 4 L di cilindrata, valvole laterali, sei cilindri in linea e 90 CV di potenza a 3.400 giri al minuto;
- 4 L, valvole laterali, sei cilindri in linea e 93 CV a 3.400 giri al minuto;
- 4,4 L, valvole laterali, otto cilindri in linea e 103 CV a 3.800 giri al minuto;
- 4,4 L, valvole laterali, otto cilindri in linea e 106 CV a 3.800 giri al minuto.

Le differenze dei valori di potenza dei motori con identica cilindrata erano causate dal diverso rapporto di compressione.
Tra gli optional disponibili per questa prima serie di Chieftain ci furono una radio a sette valvole termoioniche, i sedili riscaldabili ed un rasoio Remington Auto-Home. Nel 1951, la potenza del motore ad otto cilindri crebbe a 116 CV. La Chieftain aveva in dotazione l'indicatore del livello del carburante, l'amperometro, l'indicatore della pressione dell'olio e l'indicatore della temperatura.

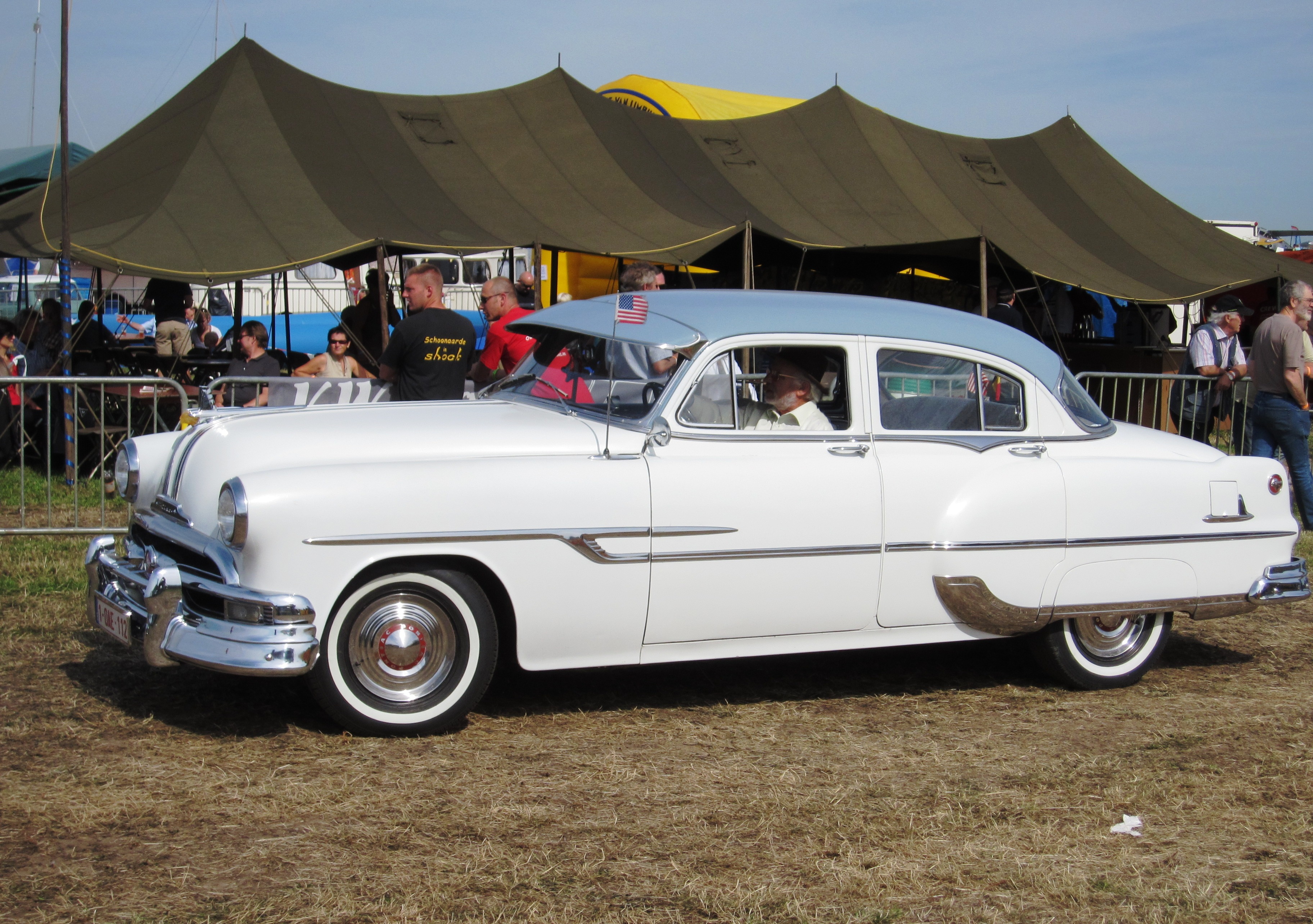
Una Pontiac Chieftain quattro porte berlina del 1953

Nel 1952 venne tolta dal mercato la Streamliner, ed a seguito di ciò la Chieftain rimase l'unico modello presente nella gamma Pontiac. Nello stesso anno, il passo fu aumentato. I motori offerti erano i medesimi, eccetto il propulsore ad otto cilindri, a cui fu lievemente aumentata la cilindrata. La potenza aumentò di 10 CV per i motori a sei cilindri e di 15 CV per i propulsori da otto cilindri.  Una novità dell'anno citato fu la spia rossa che avvisava il conducente se il freno di stazionamento fosse inserito o meno. Nel maggio del 1952 la rivista Popular Mechanics, riportò che il modello avesse un'accelerazione da 0 a 97 km/h di 14,4 secondi.
La Chieftain del 1953 era praticamente identica a quella dell'anno precedente. Il motore da sei cilindri era installato di serie.
La Star Chief fu introdotta nel 1954. Il suo ingresso nella gamma Pontiac spostò la Chieftain in una posizione inferiore. Dall'anno citato, il modello ricoprì il ruolo di vettura posizionata alla base dell'offerta Pontiac. Entrambi i modelli erano costruiti sul pianale A della General Motors, sebbene la Star Chief avesse un telaio allungato di 280 mm. Inoltre, nel 1954, grazie a cambiamenti operati sui carburatori, la potenza dei motori ad otto cilindri crebbe di 9 CV. I motori da sei cilindri rimasero immutati. Sempre nel 1954 furono aggiunti tra gli optional i freni idraulici, l'aria condizionata ed i sedili anteriori elettrici.
Il motore era montato anteriormente, mentre la trazione era posteriore.

## La seconda serie: (1955–1957)
Nel 1955 il modello fu rivisto. Ebbe in dotazione un telaio, una carrozzeria e dei motori completamente rinnovati. Il motore fu la più grande novità, poiché si trattava del primo V8 montato su una Pontiac. Il nuovo propulsore V8 da 4,7 L di cilindrata poteva erogare una potenza di 173 hp o 180 hp a 4.400 giri al minuto in base a quale versione venisse ordinata (anche in questo caso, la differenza era imputabile ai diversi rapporti di compressione). Il motore a sei cilindri in linea non venne più offerto. Le originali cinque strisce cromate che correvano sotto il cofano e il bagagliaio, furono sostituite da una doppia striscia.
Il cambiamento più importante del 1956 fu ancora il motore. Il propulsore V8 fu ingrandito a 5,2 L, e la potenza passò a 192 hp o 205 hp (quando però il motore aveva installato un carburatore a doppio corpo). Era anche disponibile una versione con carburatore a quadruplo corpo, che erogava, rispettivamente, 216 hp o 227 hp. Per quanto concerne il resto, le Chieftain del 1956 furono oggetto solamente di piccole modifiche. Tra gli optional, fu offerto un cruscotto imbottito.
Nel 1957 fu rivista la linea. Vennero introdotti una decorazione laterale, dei nuovi parafanghi posteriori con punte a forma di "V", un cofano più basso e dei paraurti più massicci. Inoltre, debuttò una sotto-serie del modello, che fu denominata Super Chief e che si posizionò all'apice della gamma della Chieftain. Nell'anno citato, le vendite della Chieftain rappresentarono il 58% delle vendite totali della Pontiac. Fu offerto, per la prima volta, l'opzione "Tri-Power", cioè con tre carburatori doppio corpo (da cui il nome). Il motore fu nuovamente ingrandito, raggiungendo una cilindrata di 5,7 L. La potenza erogata ora era 290 hp.
Il motore era montato anteriormente, mentre la trazione era posteriore.
La Chieftain del 1957 fu assemblata anche in Australia con il nome di Super Chief.

## La terza serie: (1958)
Per quanto riguarda le Chieftain, nel 1958 ci fu un importante restyling. Tutte le versioni ebbero in dotazione una calandra la cui struttura ricordava un favo, dei fanali anteriori e posteriori squadrati, dei paraurti posteriori concavi e, più in generale, una nuova linea.
La Super Chief fu promossa a vettura full-size, lasciando, alla base della gamma della Pontiac, solo la Chieftain con equipaggiamento minimo. La radio a transistor "Sportable" e le sospensioni pneumatiche diventarono un optional.
Similmente a quanto accaduto negli anni precedenti, il motore V8 fu ingrandito. La cilindrata crebbe a 6,1 L. Il nuovo propulsore aveva una potenza erogata di 240 hp o 270 hp, a seconda delle versioni (che differivano, anche in questo caso, dal diverso rapporto di compressione).
Il motore era montato anteriormente, mentre la trazione era posteriore. Questa serie di Chieftain fu assemblata a Kansas City, nel Kansas.
I modelli del 1958 furono le ultime Chieftain ad essere prodotte. La Chieftain venne sostituita dalla Catalina nel 1959.